# 日産・NPT-90

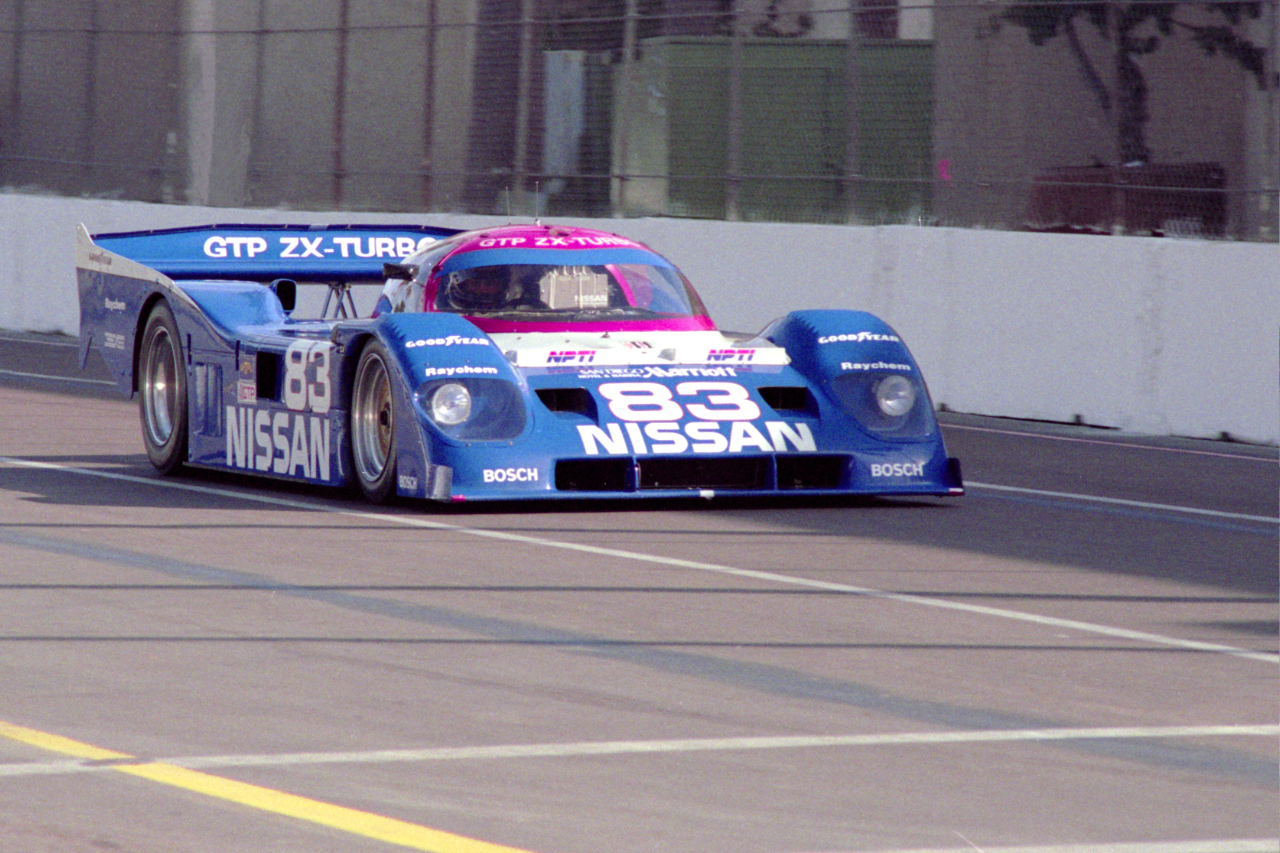
1990年グレーターサンディエゴGPでのジェフ・ブラバムの日産NPT-90

日産・NPT-90は、1990年に日産自動車傘下のニッサン・パフォーマンス・テクノロジー（NPTI）によって開発されたレーシングカー。これは、1989年にIMSA GT選手権（IMSA）でドライバーズとメイクスのダブルタイトルを獲得し、大成功を収めた日産・GTP ZX-Tの後継車。NPT-90は、1990年と1991年の選手権を勝利し、1992年シーズンの終わりに日産はIMSAから撤退した。
正式にはNPT-90として知られているが、GTP ZX-Turboのネーミングが描かれたマシンでレースを続けた。これは、日産がその名前を使用して300ZXを販売する為の試みだった。

## 開発
GTP ZX-Turboの5年間の開発と改良の後、日産はトヨタとジャガーのIMSA参戦により、タイトルホルダーとして新型車が必要であること考えた。そのため、日産の北米モータースポーツ部門であるNPTIは、元のローラ・T810/日産ベースのシャーシをやめ、まったく新しいマシンを製造した。新車は以前の角張った外観を直し、コックピットは丸く狭くなった。車のノーズにある大きな吸気口も小さなダクト形状に置き換えられ、ターボチャージャー用の大きな垂直のエアインテークは車の側面に配置された。
日産は、GTP ZX-Turboの3リッターターボチャージャー付きV6エンジン、VG30を引き続き使用することにしたが、2バルブに代わり、4バルブヘッドを追加するなど、より高出力を可能にする改良を加えた。1992年に最終的に、日産はNPT-91でVG30の排気量を2.5Lに減らすことを選んだ。
NPT-90はその参戦中の間にアップグレードされ、1991年シーズンの半ばに車名がNPT-91に変更された。 1992年のさらなるアップグレードは、 NPT-91AからNPT-91Dとしてさまざまな仕様で示された。

## レースの歴史

### 1990年
最初のNPT-90シャーシが開発中であった間、NPTIはGTP ZX-Turboを使用して1990年シーズンを戦った。最初のシャーシはシーズン途中で完成し、ハートランドモータースポーツパークでデビューし、2位のGTP ZX-Turboに続いて8位でフィニッシュした。ライム・ロック・パークでのエンジントラブルにより、NPT-90はレースから外れたが、次戦のミッドオハイオでレースに勝利したことで、戦闘力を示すことができた。ワトキンスグレンで2回目の優勝をし、2番目のシャーシが完成すると、NPT-90にGTP ZX-Turboからマシンを引き継いだ。
残りのシーズン、NPT-90はロード・アメリカでの1勝しかできなかったが、両方の車での上位フィニッシュとシーズン初めのGTP ZX-Turboの勝利により、日産は2年連続でコンストラクターズチャンピオンシップを獲得する。ジェフ・ブラバムは3年連続のドライバーズチャンピオンシップ獲得した。

### 1991年

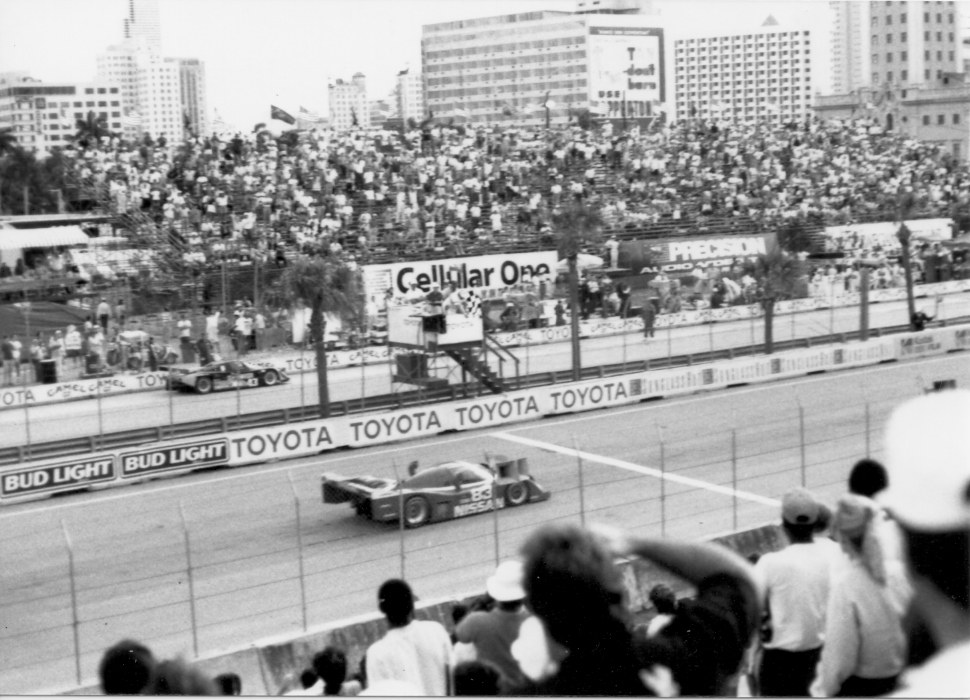
NPT-91でジェフブラバムによるマイアミでの勝利

1991年シーズン前、日産はNPT-90はスプリント指向の設計のために、耐久レースのデイトナ24時間レースには出場しない事になった。しかし、前年度とは異なり、日産はヨーロッパからの日産・R90CKを参戦させ、総合2位に入りチャンピオンシップを支援した。しかし、NPT-90はセブリング12時間レースには使用され、日産は1,2位を獲得することに成功した。しかし、より短いレースでは、ジャガーが日産を圧倒し始め、3連勝した。アップグレードされたNPT-91がトピーカとライム・ロック・パークで勝利を収めた。しかし、ジャガーは勝利を重ね、トヨタとプライベーターのイントレピッドもレースで勝利を収めた。
時々のレースで3台の車を走らせたとしても、NPT-91は、シーズンの残りの間、勝利を獲得することができなかった。しかし、これまでと同様に、シーズン中の安定したポイントフィニッシュにより、日産は3年連続のコンストラクターズチャンピオンシップを獲得することができた。ジェフ・ブラバムは、チームメイトのチップ・ロビンソンをわずか5ポイントで破り、4度目のドライバーズチャンピオンシップを獲得した。

### 1992年
デイトナ24時間レースで日本の日産・R91CPが総合優勝を果たした。この勝利に続き、NPT-91がマイアミでのレースで勝利した。しかし、続くセブリングで日産は4年連続の勝利を獲得することができなかった。残念ながら、この傾向はシーズンが進むにつれて続き、NPT-91はアクシデントとさまざまなメカニカルトラブルに苦しだ。
ロード・アトランタのレースで、タイヤのバーストで2台のNPT-91シャーシを破壊する2回の大規模なクラッシュが起こった。チップ・ロビンソンもジェフ・ブラバムも幸い大きな怪我を負わなかったが、チームマネージャーのトレバー・ハリスは後に「その週末から本当に回復したことはなかった」と語った。  
シーズンの途中でツインターボ付きのNPT-91Cスペックが加わっても、NPTIチームは苦戦を続けた。チームはまた、資金調達にも苦労していた。そのシーズンは1勝にとどまり、日産はトヨタに次ぐコンストラクターズチャンピオンシップで2位になった。ジェフ・ブラバムは、ドライバーズチャンピオンシップで3位だった。

### 1993年

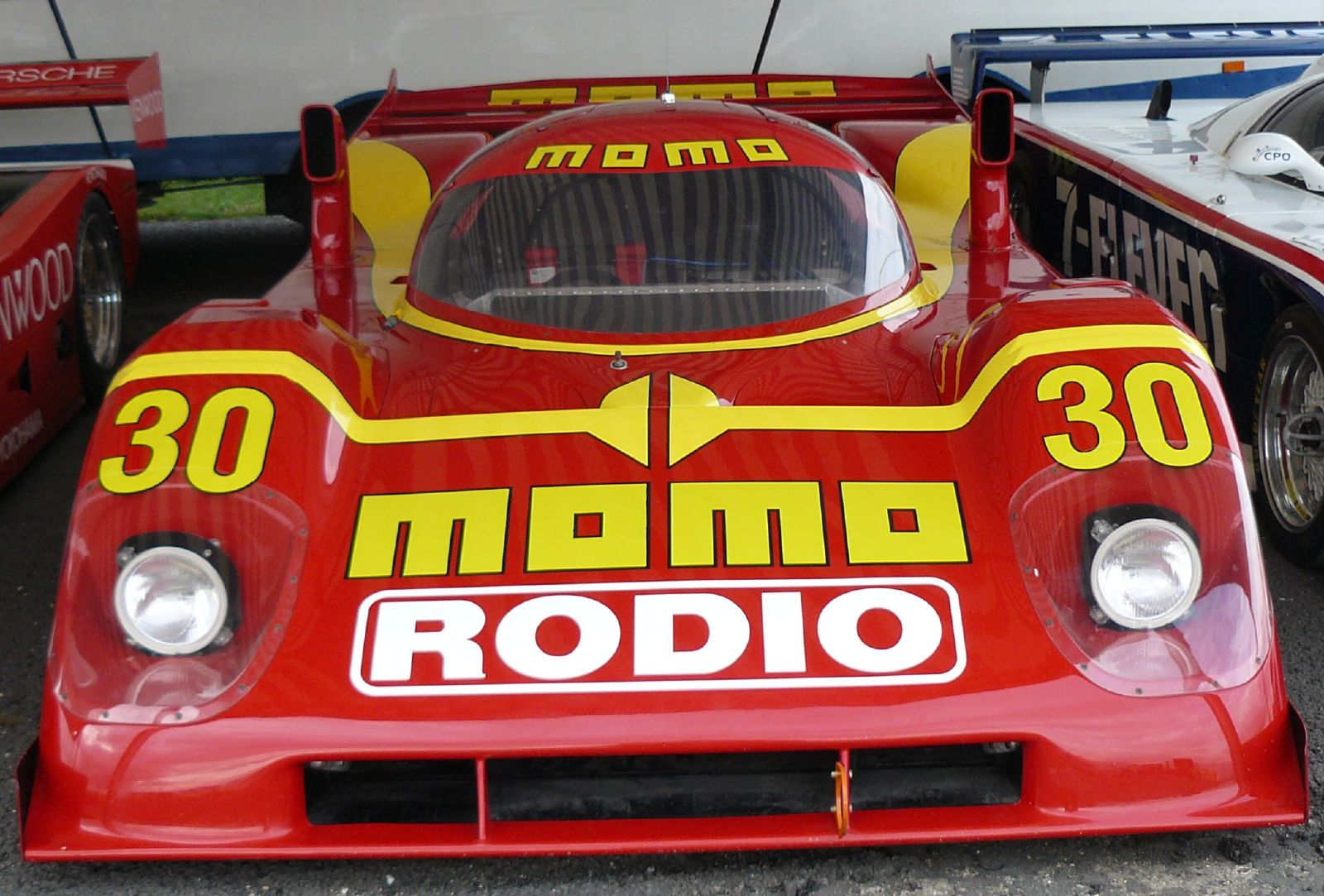
プライベーターのモモレーシングNPT-90

日産はNPT-90に代わる新しいマシン開発を開始した。 IMSAのGTP規則に準拠するために、日産・P35を開発する作業が開始された。しかし、IMSAは1994年にGTPクラスを廃止する意向を発表し、日産は再び新しいマシン開発を停止した。日産は代わりに量産車ベースのIMSAクラスでの240SXと300ZXの取り組みに集中することを選択した。
ワークスの撤退によって、自動車パーツメーカーモモの創業者、ジャンピエロ・モレッティは1993年シーズンに使用するためにNPT-90（シャーシ番号90-03）を購入した。この車は、セブリング12時間レースで2位、ミッドオハイオで3位となるなどいくつかのレースで良いパフォーマンスを発揮した。モモ・レーシングの活躍により、日産はコンストラクターズチャンピオンシップで3位を獲得し、モレッティはドライバーズチャンピオンシップで3位となった。同年シーズンを最後にGTPクラスは廃止され、NPT-90はIMSA GTPレースから姿を消した。

### 1996年
シャーシ番号90-03のNPT-90（1993年の元モレッティのシャーシ）は、1996年のデイトナ24時間レースでペガサスレーシングによってエントリーされた。IMSAのWSC(ワールド・スポーツカー)規制に準拠するように屋根は外され、シャーシは軽量化され、 BMW V12エンジンを搭載した。 車はレースをスタートしたが、86周後にオルタネーターの故障でリタイアし、総合67位、クラス13位だった。 ドライバーは、フアン・カルロス・カルボネル、ジム・ブリオディ、ジョン・フィールドによってドライブされた。 
シーズン後半、ジェイコブスモータースポーツはペガサス・NPTIでマイケル・ジェイコブスを2回（ワトキンスグレン6時間とデイトナフィナーレ）走らせようとしたが、どちらのエントリーも叶わなかった。 